# Erica Campbell
Erica Rose Campbell (Deerfield, 12 maggio 1981) è una modella ed ex attrice pornografica statunitense.

## Biografia
La Campbell è stata modella dell'anno nel 2005 per Playboy Special Editions. Ha vinto il Mystique Magazine Model Safari nel 2003. Sue immagini appaiono in molti siti del Web, come Danni's HotBox.
Erica è stata nominata Playboy.com's Cyber Girl of the Week per la prima settimana del giugno 2006, Cyber Girl of the Month per ottobre 2006 e Penthouse Pet of the Month per aprile 2007.
Nel 2008, a seguito della sua conversione religiosa, ha annunciato il ritiro dall'industria pornografica, specificando che avrebbe aiutato altre ragazze a lasciare il settore.